# Рош, Микаэль
Микаэ́ль Рош (фр. Mickaël Roche; род. 24 декабря 1982, Папеэте, Таити) — таитянский футболист, вратарь клуба «Тефана». Игрок национальной сборной Таити с 2011 года.
Работает тренером физкультуры.

## Карьера
Рош начинал карьеру футболиста на родине, на Таити, выступая за один из таитянских клубов. В 2000 году он уехал с Таити во Францию и присоединился к резервной команде «Монако». После вратарь из Таити выступал за другие французские команды, представлявшие низшие дивизионы страны — «Рапид де Ментона» и «Марсель Эндум». В 2006 году он вернулся на Таити в свой первый клуб. В 2011 году Рош перешёл «Дрэгон», представляющий Первый дивизион Таити по футболу. В сезоне 2011/12 вместе с клубом стал победителем чемпионата Таити по футболу.
В 2011 году Рош был вызван в сборную Таити. Он дебютировал за команду Таити 7 апреля в товарищеской встрече с Новой Каледонией. Таитянский голкипер был включён в состав сборной на Кубок наций ОФК 2012, где провёл две игры: против Самоа и Новой Каледонии. На том турнире коллектив с Таити впервые в своей истории занял первое место.
20 июня 2013 г. в матче со сборной Испании на Кубок конфедераций 2013 пропустил 10 голов.
Водитель автобуса.